# 独立社会民主人士联盟
独立社会民主人士联盟（羅馬化：Savez nezavisnih socijaldemokrata，缩写为、SNSD）是波斯尼亚和黑塞哥维那的一个塞族政党。該黨自2008年以來一直是社會黨國際成員；2012年，該黨因支持民族主義和極端主義被社會黨國際開除。该党的创始人和现任主席米洛拉德·多迪克曾任波斯尼亚和黑塞哥维那主席团主席、塞族共和國总统。